# Осада Москвы (1618)
Моско́вское оса́дное сиде́ние — осада города Москвы армией Речи Посполитой во главе с Владиславом Вазой и великим гетманом литовским Яном Каролем Ходкевичем в союзе с запорожскими казаками под командованием гетмана Петра Сагайдачного.
Последнее крупное боевое действие похода Владислава IV 1617—18 годов и всей русско-польской войны 1609—18 годов. В ходе короткой осады, длившейся несколько недель осенью 1618 года, был предпринят штурм города, не увенчавшийся успехом. Потерпев неудачу, польско-литовское командование пошло на заключение Деулинского перемирия.

## Предыстория
В конце 1616 года король Сигизмунд III принял решение ещё раз попытаться захватить Москву. Поход был представлен как выступление законного царя Владислава Вазы против «узурпатора» Михаила Романова. В походе должны были принять участие коронные войска во главе с Владиславом (6 000 чел.) и литовские под командованием великого гетмана Яна Кароля Ходкевича (6 500 чел.). Владислав выступил из Варшавы 5 апреля 1617 года, но только в сентябре прибыл в Смоленск. Русское правительство стянуло на западное направление почти все наличные силы, и в районе Можайска полякам было оказано серьёзное сопротивление. Можайское сражение продолжалось всё лето 1618 года. Несмотря на то, что русским войскам в итоге пришлось отступить, польско-литовская армия потеряла время и была сильно ослаблена из-за того, что шляхта массово покидала лагерь по причине неуплаты жалованья. В итоге к Москве подошло лишь около 8 000 человек. Одной из причин отступления русских войск стало вторжение запорожских казаков во главе с гетманом Петром Сагайдачным. Казаки, воспользовавшись отсутствием крупных правительственных сил, легко продвинулись с юго-запада к Москве, по пути захватив Ливны, Елец и ряд небольших крепостей.
22 сентября (2 октября) польско-литовская армия подошла к Москве и разместилась в Тушино, на месте бывшего лагеря самозванца, а Сагайдачный — у Донского монастыря, прикрывая переправу через Москву-реку своих обозов. Недостаток сил и упадок боевого духа не позволил русским войскам воспрепятствовать соединению двух вражеских армий. По словам летописца, «бояре ж с Москвы идоша со всею ратию, и грех ради наших ужас взяша и бою с ними не поставиша». Владислав сосредоточил все свои силы для решающих действий. Общая численность армии, включая казаков Сагайдачного, составляла 25 000 человек.

## Состав гарнизона Москвы

Части Москвы XVII века: Кремль, Китай-город, Белый город, Земляной город

В отличие от обороны Москвы в трёх предыдущих случаях (против Болотникова, Тушинского вора и Ходкевича в 1612 году), когда она опиралась на укрепления Большого земляного города, в 1618 главной линией обороны стал Белый город. Отчасти это было связано с сильными разрушениями Земляного города в 1611—1612 годах, отчасти вызвано недостатком сил.
Согласно данным разрядных книг, московский гарнизон насчитывал всего около 11 500 человек. Из них примерно 5 500 человек — ополчение, собранное по всей Москве (в основном даточные люди служилых людей «по отечеству» и обычные горожане). Несмотря на то, что более половины их вооружили «огненным боем», возможно, выданным из казны, боевая ценность этого ополчения была невелика. Ещё менее надёжными защитниками являлись казаки (около 1 450 конных и 1 150 пеших). Помимо низкого боевого духа существовала угроза прямой измены. «Новый летописец» отразил событие, хорошо характеризующее отношение казаков к службе. «Казаки же быша на Москве… не похотеша потерпети, а от воровства своего отстати. И взбунтовав ночью, проломиша за Яузою острог и побегоша из Москвы тысячи с три казаков… Государь же посла за ними уговаривать бояр своих… и едва их поворотиша… И придоша казаки к острогу. А в острог не идут… бояре ж их едва в острог введоша».
Самым надёжными, цементирующими оборону Москвы, стали, по обыкновению, служилые люди «по отечеству» (около 450 московских чинов и до 900 уездных дворян и детей боярских) и стрельцы четырёх московских приказов, поддержанные стрелецкими сотнями из Поволжья. Всего стрельцов насчитывалось до 1 500 человек. Помимо них в гарнизон входило около 300 иноземцев и 450 татар и новокрещён. Данные разрядных книг фиксируют численность оборонявшихся по росписи и на конкретный момент. Блокады Москвы не было, и это позволяло беспрепятственно перебрасывать в столицу подкрепления.
В преддверии осады для всей пехоты были расписаны определённые места её нахождения: по стенам и башням Белого города и по острогам за Яузой и Москвой-рекой; небольшие гарнизоны в двух мощных монастырях — Симоновом и Новодевичьем. Конница была сведена в четыре отряда и расположилась в четырёх районах Москвы, отделённых естественными преградами. К западу от Неглинной в Белом городе — отряд князя Василия Куракина (1 059 чел.); к востоку от Неглинной — отряд Ивана Морозова (313 чел.); в Замоскворечье — отряд князя Ивана Катырёва-Ростовского (838 чел.); за Яузой — отряд князя Семёна Прозоровского (1 018 чел.).

## Ход осады
Ходкевич принял решение атаковать город с ходу уже в ночь с 10 на 11 октября. Ждать было бессмысленно — только быстрые и успешные действия могли обеспечить триумф похода. Затягивание лишь усложняло задачу: в Москву могли беспрепятственно проникать подкрепления. По плану штурма 5 000 запорожцев предпринимают отвлекающую атаку, нападая на русские остроги в Замоскворечье. Это сковало бы почти четверть сил гарнизона, отвлекло бы внимание его командования, а кроме того, опасность атаки заключалась ещё и в том, что значительную долю войск, расположенных в Замоскворечье, составляли казаки, чья надёжность весьма сомнительна. Тем временем наносится главный удар с запада и северо-запада по Арбатским и Тверским воротам. Схема атак ворот была идентична: часть пехоты огнём заставляет обороняющихся покинуть стены, другая уничтожает инженерные препятствия перед воротами. Далее небольшие отряды спешенных гусар обеспечивают установку петард. После разрушения ворот пехота атакует и захватывает стены Белого города, а лисовчики, рейтары и запорожцы врываются на улицы Москвы. Несмотря на огромное численное превосходство запорожцев, им была отведена вспомогательная роль. Гетман не питал иллюзий по поводу боеспособности войска Сагайдачного. Гусарские хоругви, в отличие от событий 1612 года, Ходкевич оставил в резерве.
Силы, развёрнутые для штурма:
- Против Арбатских ворот (всего — до 2 700 чел.):
  - отряд польской пехоты (по списку 800 чел.)
  - три роты немецкой пехоты (не менее 500 чел.)
  - драгунская рота (200 чел.), отряд сапёров (20 чел.)
  - отдельный сводный отряд гусар (50 чел.)
  - лисовчики (около 1 000 чел.)
  - две роты рейтар (200 чел.).
- Против Тверских ворот (всего — до 2 300 чел):
  - отряд венгерской пехоты (по списку 600 чел.)
  - две хоругви польской пехоты (250 чел.)
  - два отряда немецкой пехоты (650 чел.)
  - отряд шотландской пехоты (по списку 200 чел.)
  - отряд сапёров (20 чел.)
  - отдельный сводный отряд гусар (50 чел.)
  - 6 рейтарских хоругвей (600 чел.)[5]

Прорыв поляков через укрепления Белого города привёл бы к окружению Кремля вместе с русским правительством, в худшем случае — к его пленению. Для Ходкевича это могло стать величайшей победой в его карьере, затмившей бы даже разгром шведов под Кирхольмом в 1605 году. Русские воеводы понимали, что удар будет нанесён с запада от лагеря интервентов на территории между Москвой-рекой и Неглинной, так как передвижения войск скрыть было невозможно, поэтому именно здесь была размещена большая и наиболее боеспособная часть гарнизона. Незадолго до начала штурма на сторону осаждённых перебежали два французских мастера-подрывника: Жорж Бессон и Жак Безе («спитардные мастера Юрий Бессонов и Яков Без»). Являясь по плану непосредственными исполнителями подрыва ворот, они были посвящены во многие детали штурма, но самое важное, они сообщили дату и время начала атаки. Сведениям о местах предполагаемой атаки нельзя было верить безоговорочно: не исключалась дезинформация. А вот информация о дате была очень ценной и позволила вовремя привести войска в боевую готовность. Общее руководство обороной осуществлял князь Василий Куракин.
Как и следовало ожидать, штурмующие тотчас натолкнулись на подготовленное и упорное сопротивление. Атака Тверских ворот захлебнулась сразу же: огонь русской пехоты со стен Белого города расстроил вражеские ряды. Стены крепости оказались слишком высокими для штурмовых лестниц. В ходе вылазки защитников крепости атакующих отбросили. Огромная масса запорожцев вообще не решилась вступать в бой. У Арбатских ворот успех сначала сопутствовал полякам. Они закрепились на линии деревянных укреплений перед воротами и приступили к установке петард. В разгар схватки их командир Бартоломей Новодворский был ранен в руку и покинул поле боя. Но, несмотря на это, защитников продолжали теснить. Появление в рядах осаждённых отряда иностранных наёмников — «бельских немцев» — оказалось решающим. Вокруг них сплотились и другие воины, и к вечеру поляки были выбиты из укрепления. По непонятной причине Ходкевич не оказал помощь, хотя сил имел в достаточном количестве. В русских источниках событие описано так: «Октября в 1 день за три часа до света приходили к Арбацким воротам на приступ польские и литовские, и немецкие люди с петарды и с лесницами к острошку у Арбацких ворот и приступали жестоким приступом, и ворота острожные выломили петардами, а острог просекли и проломали во многих местех и в острог вошли, и они… с литовскими людьми бились, и Божьею милостью, а государевым счастьем польских и литовских и немецких людей многих побили и петарды и лесницы поимали».

## Итоги осады
Неудача штурма означала крушение надежд правительства Речи Посполитой на занятие русского трона польским ставленником. Положение новой династии Романовых оказалось довольно устойчивым. Продолжение военных действий в этой ситуации было бесперспективным, и польские комиссары при Владиславе приняли решение возобновить переговоры о мире. Тем не менее, положение русского правительства было чрезвычайно тяжёлым. Польско-литовские войска и запорожские казаки удерживали несколько десятков городов и крепостей и продолжали угрожать как столице, так и крупным центрам (Ярославлю и Калуге). Бои под Можайском продемонстрировали, что сил русской полевой армии недостаточно, чтобы переломить ход войны в свою пользу. Это заставило русское правительство принять тяжёлые условия Деулинского перемирия.